# Jiří Cílek
Jiří Cílek (4. září 1910, Nebahovy – 27. října 1975, Praha) byl českým malířem, grafikem, typografem a pedagogem.

## Život
Narodil se v rodině Václav Cílka (řídící a cvičící učitel, 1883–1949) a matky Marie (1888–1973). Podle přání otce absolvoval Obchodní akademii v Českých Budějovicích a následně krátce pracoval v Občanské záložně v Táboře. Teprve poté studoval u akad. malíře Adolfa Trägera, který byl profesorem kreslení v Českých Budějovicích, a u profesora Tomsuna v Paříži. Při svých studijních cestách navštívil kromě Paříže, mimo jiné též Bretaň, kde si přivydělával v přístavních krčmách jako portrétista, a italský Janov.
Ve 40. letech 20. století působil jako pedagog na středních a středních odborných školách v Praze a na Kladně. Při tom se věnoval své volné tvorbě. Především kresbě a malbě. Za německé okupace byl na Kladně internován pro podezření z protiněmecké činnosti, která mu však, zásluhou osobní statečnosti českého četníka, nebyla prokázána…
Od druhé poloviny 50. let 20. století, kdy byl přijat do ČFVU (Český fond výtvarných umění), pracoval „na volné noze“ a intenzivněji se věnoval též grafice a typografii.
V letech 1965 až 1970 byl zaměstnán jako grafik a typograf v tiskárně Svoboda, n.p. v Praze na Smíchově; nyní tiskárna Libertas. Zde vytvářel především grafické předlohy pro časopisy Signál a Mladý svět.
Přátelil se s umělci, jako byli Václav Sivko, Ladislav Čepelák, Věra Fridrichová, později též s indologem a překladatelem Vladimírem Miltnerem.

## Dílo
Věnoval se kresbě, frotážím, malbě, grafice. Navrhl obálky několika knih. Realizovány byly též pohlednice dle autorových návrhů. Externě spolupracoval s ÚLUV (Ústředí lidové umělecké výroby / Krásná jizba / Družstevní práce). Počátkem 50. let 20. století, z existenčních důvodů, vyhotovoval též podklady pro pracovní diplomy dělnických profesí v hutnictví a stavebnictví. V druhé polovině 60. let 20. století vytvořil sérii koláží, reflektujících tehdejší politickou atmosféru…

### Výstavy
Kromě samostatných výstav (např. Nová síň, Viola), které však nejsou zdokumentovány (k dispozici je zatím toliko novinový výstřižek), vystavoval v letech 1946 až 1969 na různých souborných výstavách, konaných v Praze, především v rámci SČUG Hollar.

### Zastoupení ve sbírkách
- GHMP[5]
- Zámek Úsov Sbírka grafik českých hradů a zámků; suchá jehla Hluboká nad Vltavou[6]
- Soukromé sbírky